# Grgelj
Grgelj este o localitate din comuna Kostel, Slovenia.